# Josef Einwanger

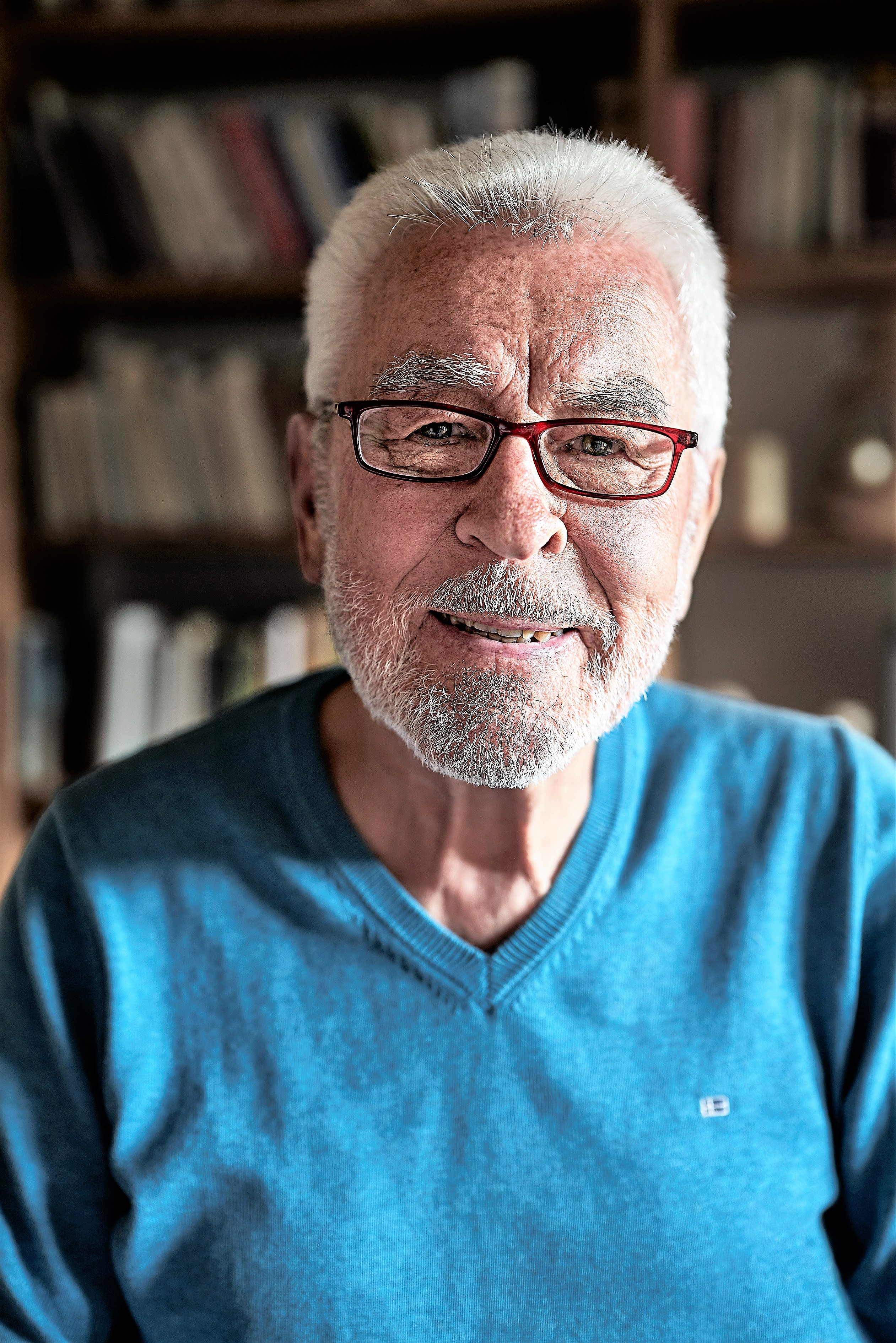
Josef Einwanger

Josef Einwanger (* 8. Februar 1935 in Bachham) ist ein deutscher Schriftsteller.

## Leben
Nach 13 Jahren Industriekaufmann holte Josef Einwanger das Abitur an einem Abendgymnasium in München nach und studierte an der Pädagogischen Hochschule München. Er wirkte als Volks- und Sonderschullehrer in Altötting und Simbach am Inn, beendete nach 14 Jahren den Lehrberuf, veröffentlichte ab 1979 literarische Werke und produzierte literarische Sendungen und Jugendsendungen für den Bayerischen Rundfunk.
1980 wurde Einwanger von Hans Werner Richter zu dem von Günter Grass gestifteten Alfred-Döblin-Preis-Wettbewerb, Literarisches Colloquium Berlin, eingeladen. 1982 erhielt er den Förderpreis für Literatur der Stadt München. 1985 wurde er auf Vorschlag von Martin Gregor-Dellin zum Ingeborg-Bachmann-Wettbewerb in Klagenfurt eingeladen.
Einwanger schrieb Romane, Kinder- und Jugendbücher und mehrere Drehbücher. Die Verfilmung von Toni Goldwascher erreichte in Festivals internationale Erfolge und gewann in Buenos Aires den Golden Kite Award. 2021 erschien das Buch Das Glaszimmer und ein Brief an den Führer, in dem Einwanger von seiner Jugend in der NS-Zeit erzählt. Die Geschichte ist unter dem Titel Das Glaszimmer ebenfalls verfilmt.
Josef Einwanger lebt heute in Kiefersfelden.
Josef Einwanger ist Verfasser von Romanen und Jugendbüchern. Er ist Mitglied des Verbandes Deutscher Schriftsteller. 1982 erhielt er einen Förderpreis für Literatur der Stadt München.

## Werke
Romane
- Geschriebene Küsse kommen nicht an, Kiepenheuer & Witsch 1979, TB dtv 1981
- Öding, Piper 1982
- Daumenkino, Bertelsmann 1984, TB Goldmann 1987
- Der blaue Schuh, Morsak 2013

Texte
- Verständigungstexte, 1980
- C'est la vie: Moritaten, 1989

Kinderbücher/Jugendromane
- Inselspuk, Überreuter 1990, TB Fischer-Schatzinsel 1999
- Toni Goldwascher, Bertelsmann 1993, TB OMNIBUS 1997, TB Monsenstein und Vannerdat 2007 (überarbeitetes Buch zum Film)
- Der Zauberpfennig, Fischer-Schatzinsel 1997
- Das Glaszimmer und ein Brief an den Führer, Verlag Kempen 2021,
- Das Glaszimmer und ein Brief an den Führer (Buch zum Film), L100 Verlag 2022

Verfilmungen
- 2007: Toni Goldwascher – nach dem gleichnamigen Roman, Drehbuch: Rudolf Herfurtner
- 2020: Das Glaszimmer – Drehbuch zusammen mit Christian Lerch

BR-Sendungen
- Jugendfunk: alle Kinder-/Jugendbücher (1990–1999)
- Literatur: Feuilleton (Moritaten) und aus Romanen

Preise – Einladungen – Lesungen
- 1982 Förderpreis für Literatur der Stadt München
- 1980 Einladung zur Lesung beim Ingeborg-Bachmann-Preis-Wettbewerb, Klagenfurt
- 1985 Einladung zur Lesung beim Alfred-Döblin-Wettbewerb, Berlin
- über 500 Lesungen in Deutschland, Österreich, Polen
- Golden Kite Award von Buenos Aires für „Toni Goldwascher“